# Fuji Rock Festival
 (septembre 2023).
Le Fuji Rock Festival est le plus important festival de musique rock du Japon, à la fois en raison des artistes qui s'y produisent et du public qui le fréquente chaque année. Il se déroule les derniers vendredi, samedi et dimanche de juillet pour trois jours et trois nuits de festival non-stop. Les cinq scènes principales sont espacées d'environ 20 minutes à pied dans les montagnes de Naeba, dans la préfecture de Niigata au Japon. Le festival se décline en sept scènes différentes. La Green Stage, le secteur le plus important, a une capacité de plus de 30 000 personnes. En 2005, plus de 100 000 personnes ont assisté au festival.

## Historique

### Années 1990

#### 1997
La première édition du festival a eu lieu en 1997, près du Mont Fuji (Fuji Tenjinyama Ski Resort), ce qui donna son nom au festival. Cette année-là, un typhon a détruit une partie du festival, sans faire de victime.
- Beck – Green Day – Foo Fighters – The Prodigy – Rage Against the Machine – Red Hot Chili Peppers – Southern Culture on the Skids – The High-Lows – The Yellow Monkey – Summercamp – Third Eye Blind

#### 1998
La deuxième édition du festival s'est tenue sur un site provisoire à Tōkyō (Tokyo Bayside Square).
- Björk – Asian Dub Foundation  – Beck – Ian Brown – Iggy Pop – Primal Scream – The Brian Jonestown Massacre – The Prodigy – Ben Folds Five – Korn – Garbage – Elvis Costello – Blankey Jet City – Thee Michelle Gun Elephant – Sonic Youth – Goldie – Tomoyasu Hotei – Shonen Knife

#### 1999
Pour sa troisième édition, le festival trouva son site définitif à Naeba (Naeba Ski Resort) dans le préfecture de Niigata.
- Todos Tus Muertos – Rage Against the Machine – ZZ Top – Blur – Underworld – Phish – Atari Teenage Riot – The Black Crowes – The Jon Spencer Blues Explosion – The Chemical Brothers – Limp Bizkit – Ray Davies – Ash – Ocean Colour Scene – Joe Strummer and the Mescaleros – Femi Kuti – Tricky – Happy Mondays – Lee Scratch Perry – Mishka – Fountains of Wayne

### Années 2000

#### 2000
- Asian Dub Foundation – Blankey Jet City – The Chemical Brothers – Ian Brown – Primal Scream – MDFMK – Yo La Tengo – Foo Fighters – Elliott Smith – Placebo – The Killer Barbies – Fishbone – Johnny Marr – Sonic Youth – Ozomatli – Rammstein – Run-D.M.C. – Mogwai – Super Furry Animals – Moby – Stereolab – Leftfield – Gomez – G. Love and Special Sauce – Elastica

#### 2001
| Green Stage                                                                              | |                                                                                     |
| Vendredi                                                                                 | Samedi | Dimanche                                                                            |
| Oasis Manic Street Preachers Travis Asian Dub Foundation Sherbet Dropkick Murphys Kemuri | Neil Young & Crazy Horse Alanis Morissette Stereophonics Patti Smith Hothouse Flowers Juno Reactor Number Girl | Eminem Tool System of a Down Alec Empire Xzibit Dry & Heavy Brahman Fermin Muguruza |

Sur les autres scènes : New Order – Squarepusher – Boredoms – The Cooper Temple Clause – Feeder – Stereo MCs – Echo & the Bunnymen – Brian Eno – Coldcut – Mos Def – Unkle – Mogwai – Tegan and Sara

#### 2002
- The Chemical Brothers – Ian Brown – Pet Shop Boys – The Prodigy – Red Hot Chili Peppers – Sonic Youth – Muse – The Music – Midtown – The Get Up Kids – Cornelius – The Cooper Temple Clause – Jane's Addiction – Alec Empire – The Jeevas – George Clinton – The Skatalites – Manu Chao – Black Rebel Motorcycle Club – Television – Patti Smith – The White Stripes – Trik Turner – The Cinematic Orchestra – DJ Shadow – X-Press 2 – Queens of the Stone Age – Spiritualized – The String Cheese Incident – Doves – Supercar

#### 2003

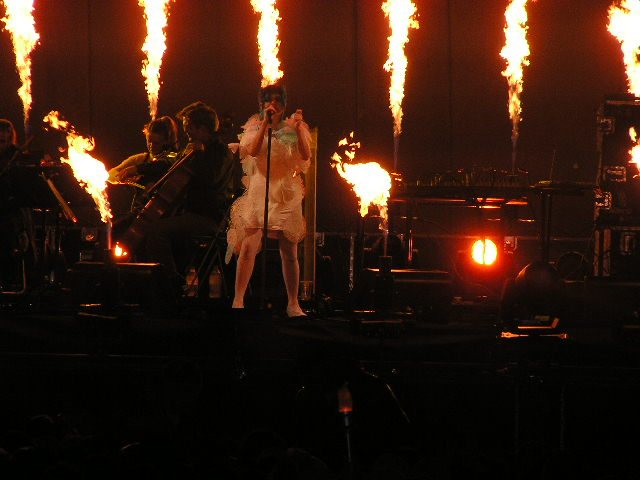
Björk sur le site vert

- Asian Dub Foundation – Anthrax – Björk – Coldplay – El Gran Silencio – Elvis Costello – Evanescence – Iggy Pop – Massive Attack – Mogwai – Primal Scream – Underworld – Yo La Tengo – Macy Gray – The Music – The Libertines – Sugar Ray – Ben Harper – Sly and Robbie with Michael Rose – Danko Jones – Death in Vegas – Prefuse 73 – G. Love and Special Sauce – Dirty Dozen Brass Band – Steve Winwood – John Mayall & the Bluesbreakers – Vincent Gallo – The Orb – Lemon Jelly

#### 2004

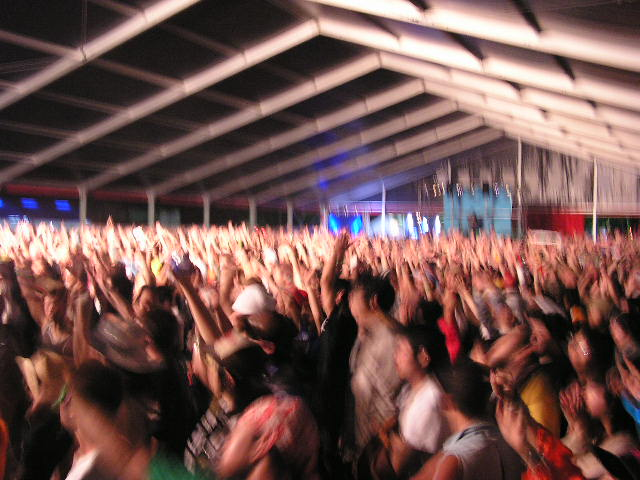
Dancing avec Santos dans la marquee rouge

- The Chemical Brothers, Franz Ferdinand, Jamie Cullum, Jet, Lou Reed, The Stills, The Streets, Ben Kweller, Santos, Sikth, Pixies, Courtney Love, The Killers, Dizzee Rascal, PJ Harvey, Primus, The White Stripes, Haven, Basement Jaxx, The Blind Boys of Alabama, The X-Ecutioners, Ozomatli, The Zutons, Snow Patrol, Jimmy Eat World, Yeah Yeah Yeahs, Jack Johnson, Donavon Frankenreiter, Belle & Sebastian, The Charlatans, Cosmic Rough Riders, Graham Coxon, !!!, Keller Williams, múm, Simple Kid, Ash, Keane, moe., The Libertines, Asian Kung-Fu Generation, Hifana, Tokyo Jihen

#### 2005

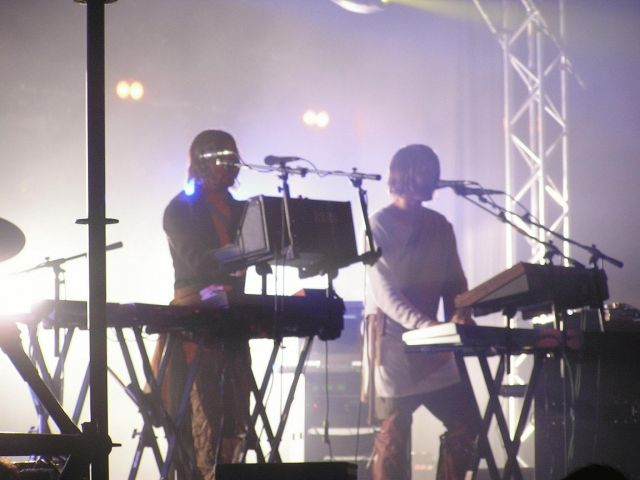
Royksopp, Marquee Rouge, 2005
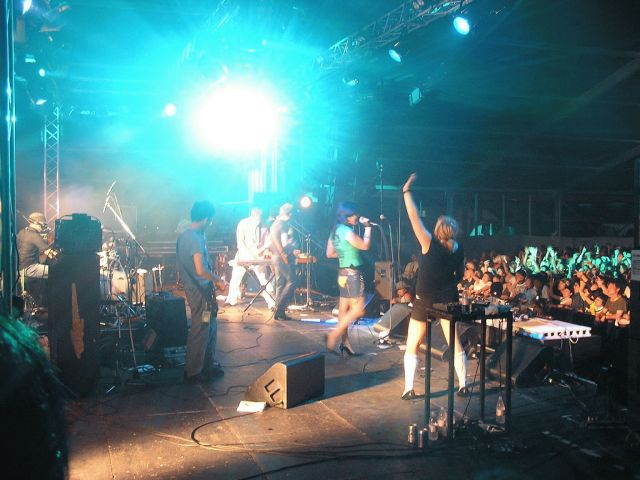
United State of Electronica, Marquee Rouge, 2005
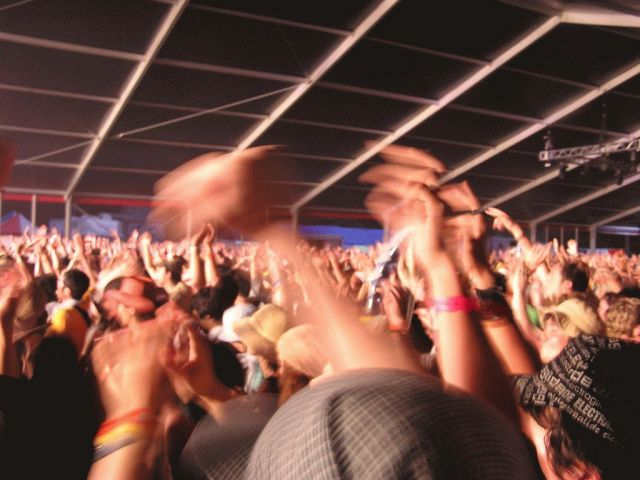
Dansant avec Royksopp, Marquee Rouge, 2005

- Foo Fighters, Coldplay, Fatboy Slim, Beck, New Order, Primal Scream, The Beach Boys, Asian Dub Foundation, Charlotte Hatherley, Kaiser Chiefs, The Music, Cake, The Pogues, Röyksopp, Mylo, Night Snipers, Simple Plan, The Longcut, Laurent Garnier, Prefuse 73, Moby, Lisa Loeb, The Beautiful Girls, Eddi Reader, Maxïmo Park, Los Lobos, Dinosaur Jr., Gang of Four, Juliette and the Licks, Mercury Rev, Bill Laswell, United State of Electronica, Ryan Adams and The Cardinals, My Morning Jacket, Sigur Rós, The Mars Volta, The Go! Team, Doves, The Coral, Soulive, The John Butler Trio, The Magic Numbers, Athlete

#### 2006
- Red Hot Chili Peppers, The Strokes, Franz Ferdinand, Happy Mondays, Jet, The Raconteurs, Sonic Youth, Wolfmother, Snow Patrol, The Hives, Dirty Pretty Things, KT Tunstall, Jason Mraz, The Cooper Temple Clause, Madness, Mogwai, Scissor Sisters, Yeah Yeah Yeahs, Super Furry Animals, Gnarls Barkley, The Zutons, Flogging Molly, The String Cheese Incident, Donavon Frankenreiter, Tommy Guerrero, Roger Joseph Manning, Jr., The Cribs, Kula Shaker, 2manydjs, Junior Senior, Tristan Prettyman, Broken Social Scene, The Automatic, Killing Joke, Haruomi Hosono, Denki Groove, Asian Kung-Fu Generation, Milburn

#### 2007

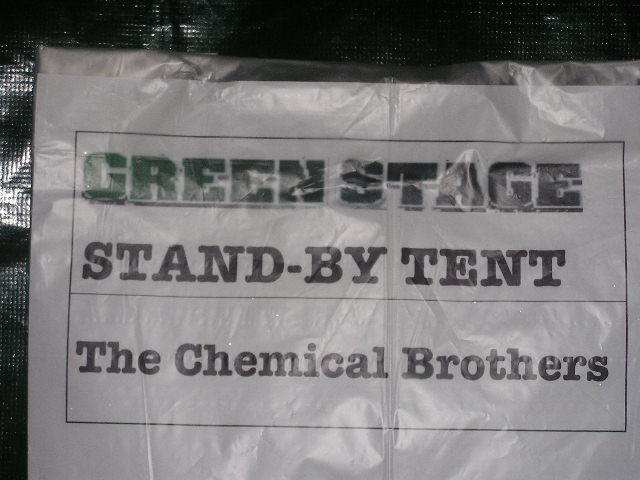
Chemical Brothers, stand-by

- Ash, The Ataris, Battles, Beastie Boys, The Bird and the Bee, Blonde Redhead, Boredoms, Clap Your Hands Say Yeah, The Chemical Brothers, The Cure, Feist, Fountains of Wayne, Friction, G. Love and Special Sauce, Gov't Mule, Grace Potter and the Nocturnals, Groove Armada, Iggy Pop & The Stooges, Jarvis Cocker, The John Butler Trio, Jonathan Richman, Joss Stone, Juliette and the Licks, Justice, Kaiser Chiefs, Kemuri, Kings of Leon, Kula Shaker, Less Than Jake, Mika, Money Mark, Muse, Ocean Colour Scene, The Omar Rodriguez-Lopez Group, Peter Bjorn and John, Ratatat, The Shins, Simian Mobile Disco, Tokyo Ska Paradise Orchestra, Yo La Tengo

#### 2008
- Adrian Sherwood, Asian Dub Foundation, Bettye Lavette, Bill Laswell presents Method of Defiance, Bloc Party, The Breeders, The Courteeners, The Cribs, The Cro-Magnons, CSS, Dan le sac vs Scroobius Pip, The Death Set, Denki Groove, Doberman,  Ellegarden, Erol Alkan, Feeder, Flower Travellin' Band, Foals, The Futureheads, The Go! Team, Gogol Bordello, Gossip, Grandmaster Flash, Hard-Fi, Ian Brown, Jamie Lidell, Jason Mraz, Kasabian, Kate Nash, Lee Scratch Perry, Ling Tosite Sigure, My Bloody Valentine, Mystery Jets, Ozomatli, The Presidents of the United States of America, Primal Scream, Princess Superstar, Quruli, Richie Hawtin, Rodrigo y Gabriela, Ryukyudisko, Seasick Steve, Sparks, Stephen Malkmus and the Jicks, Travis, Tricky, Underworld, The Vines, The Whigs, White Lies, Yura Yura Teikoku, The Zutons

#### 2009
| Green Stage                                                                            | | |
| Vendredi                                                                               | Samedi | Dimanche |
| Oasis Paul Weller Patti Smith Lily Allen Doves White Lies Tokyo Ska Paradise Orchestra | Franz Ferdinand Kiyoshiro Imawano Special Message Orchestra (an all-star tribute to Kiyoshiro) Ben Harper and Relentless7 Jet UA Seun Kuti & Egypt 80 The Birthday | Basement Jaxx Weezer Fall Out Boy Brahman Jimmy Eat World Kenichi Asai Street Sweeper Social Club Cobra Starship |

### Années 2010

#### 2010
| Green Stage                                                             |                                                                                                   | |
| Vendredi                                                                | Samedi                                                                                            | Dimanche |
| Muse Them Crooked Vultures Ken Yokoyama Mutemath The Cribs Ash Superfly | Special Guest: Chris Cunningham Roxy Music John Fogerty Jamie Cullum Kula Shaker John Butler Trio | Special Guest: Scissor Sisters Massive Attack Atoms for Peace Boom Boom Satellites Vampire Weekend Donavan Frankenreiter Ocean Colour Scene Asian Kung-Fu Generation |

Sur les autres scènes : Ian Brown, MGMT, Belle & Sebastian, Corinne Bailey Rae et beaucoup d'autres.

#### 2011
| Green Stage                                                                              |                                                                                             | |
| Vendredi                                                                                 | Samedi                                                                                      | Dimanche |
| Coldplay Arctic Monkeys Jimmy Eat World Manu Chao Kaiser Chiefs The Vaccines Dad Mom God | The Faces Tokyo Ska Paradise Orchestra Battles G. Love and Special Sauce Fountains of Wayne | Special Guest:The Music The Chemical Brothers Yellow Magic Orchestra Mogwai Feeder The Kills Glasvegas Your Song Is Good |

#### 2012
| Green Stage                                                                                   | |                                                                       |
| Vendredi                                                                                      | Samedi | Dimanche                                                              |
| The Stone Roses Beady Eye Boom Boom Satellites The Birthday Owl City Ed Sheeran The Back Horn | Noel Gallagher's High Flying Birds The Specials Ray Davies & Band Toots and the Maytals Seun Kuti and the Egypt 80 Orchestra | Radiohead Elvis Costello and The Imposters Jack White Yōsui Inoue Toe |

Sur les autres scènes : James Blake, Justice, At the Drive-In, Ocean Colour Scene, The Kooks et beaucoup d'autres.

#### 2013
| Green Stage                                                                                         |                                                                                 | |
| Vendredi                                                                                            | Samedi                                                                          | Dimanche |
| Nine Inch Nails Brahman My Bloody Valentine Fun. Kemuri C. J. Ramone Route 17 Rock'n'Roll Orchestra | Special Guest: Feed Me Björk Karl Hyde Foals Tamio Okuda Aimee Mann The Bawdies | The Cure Vampire Weekend Mumford & Sons Tokiko Kato & Theatre Brook Hanseiki Rock Wilko Johnson Yo La Tengo THE GOLDEN WET FINGERS |

Sur les autres scènes : Skrillex, Jurassic 5, The xx et beaucoup d'autres.

#### 2014
| Green Stage |                                                                                |                                                                                        |
| Vendredi | Samedi                                                                         | Dimanche                                                                               |
| Franz Ferdinand Denki Groove Foster the People Sano Motoharu & The Hobo King Band Hunter Hayes The Lumineers Route 17 Rock'n'Roll Orchestra | Arcade Fire Damon Albarn The Cro-Magnons Travis The Waterboys Ulfuls The Heavy | Jack Johnson The Flaming Lips The Roosters The Strypes John Butler Trio Begin Ozomatli |

Sur les autres scènes : Basement Jaxx, Manic Street Preachers, Outkast, et beaucoup d'autres.

#### 2018
| Green Stage                                                                            |                                                                                    | |
| Vendredi                                                                               | Samedi                                                                             | Dimanche |
| N.E.R.D Sakanaction Years & Years Route 17 Rock'n'Roll Orchestra Glim Spanky Mongol800 | Kendrick Lamar Skrillex Maximum the Hormone Johnny Marr The Birthday Eastern Youth | Bob Dylan & His Band Vampire Weekend Jack Johnson Anderson .Paak & The Free Nationals Suchmos Kodō Special Guest: G&G Miller Orchestra |

| White Stage                                                                                            |                                                                   |                                                                                               |
| Vendredi                                                                                               | Samedi                                                            | Dimanche                                                                                      |
| Post Malone Odesza Elephant Kashimashi Albert Hammond Jr. Parquet Courts My Hair Is Bad go!go!vanillas | Brahman Fishbone Unicorn Ash Starcrawler Esne Beltza OLEDICKFOGGY | Chvrches Cero MISIA Kali Uchis Kacey Musgraves Kenichi Asai & The Interchange Kills Fever 333 |

### Années 2020[2]

#### 2024
| Green Stage | | |
| Vendredi | Samedi                                                                                               | Dimanche |
| THE KILLERS Awich Omar APOLLO マカロニえんぴつ FRIKO ROUTE 17 Rock'n'Roll ORCHESTRA (feat. トータス松本、TOSHI-LOW、後藤正文、GLIM SPANKY、US) | KRAFTWERK BETH GIBBONS MAN WITH A MISSION 10-FEET THE LAST DINNER PARTY TOKYO SKA PARADISE ORCHESTRA | NOEL GALLAGHER'S HIGH FLYING BIRDS ずっと真夜中でいいのに。 RAYE クリープハイプ RUFUS WAINWRIGHT NO PARTY FOR CAO DONG |

| White Stage                                                          |                                                                |                                                                         |
| Vendredi                                                             | Samedi                                                         | Dimanche                                                                |
| PEGGY GOU HIROKO YAMAMURA iri TEDDY SWIMS 大貫妙子 Lucky Kilimanjaro | GIRL IN RED SAMPHA くるり 折坂悠太 (band) THE BAWDIES syrup16g | TURNSTILE KIM GORDON toe THE JESUS AND MARY CHAIN HEY-SMITH ESNE BELTZA |